# Weddermarke (waterschap)
Weddermarke is een voormalig waterschap in de Nederlandse provincie Groningen.
In 1849 waren alle gronden van het boerschap Wedde verdeeld over de markegenoten, zodat er geen gemeenschappelijk eigendom overbleef. De boerwillekeur die de onderlinge rechten en plichten regelde, bleek niet altijd te worden nageleefd, zodat het bestuur besloot de provincie te verzoeken een waterschap op te richten, ook omdat men de waterstand beter wilde regelen. In 1874 was het zover.
Het schap lag ten oosten van Wedde. De noordgrens lag bij de Molenweg, Nieuwedijk, de oostgrens lag bij de weg Oud Wedderveen, de zuidgrens bij de Ossedijk en de westgrens over de dijk langs de Westerwoldse Aa (Karel Schenkpad, de Markeweg en westelijk van de Wedderbergenweg). De molen van het schap, eveneens de Weddermarke genaamd, stond bij de Wedderbergen en sloeg uit op de Westerwoldse Aa.
Waterstaatkundig gezien ligt het gebied sinds 2000 binnen dat van het waterschap Hunze en Aa's.